# István Szabó
István Szabó (* 18. únor 1938 Budapešť) je maďarský filmový režisér. Za film Mefisto (1981) získal Oscara pro nejlepší zahraniční film, a to jako první Maďar v historii.

## Život
Narodil se v židovské rodině. Rodiče sice konvertovali ke katolicismu, ale stejně se na konci války museli skrývat. Malý István byl načas ukryt i v sirotčinci. Válku všichni přežili, ale otec, jenž byl lékařem, krátce po ní zemřel na záškrt, a to v době, kdy bylo Istvánovi sedm let. Židovské otázce se později věnoval ve filmech Otec a Sluneční jas.
István vystudoval lékařství, ale po absolvování vysoké školy se rozhodl – inspirován knihou maďarského filmového kritika Bély Balázse – přihlásit na Akademii divadelních a filmových umění. Roku 2000 média zveřejnila, že během studia na akademii donášel státní policii, což Szabó přiznal.

## Dílo
Jeho studentský film Koncert získal cenu na mezinárodním festivalu v Oberhausenu.
Jeho první celovečerní film Čas snění šel do kin v roce 1964. Kritika ho dávala do souvislosti s francouzskou novou vlnu. V 80. letech začal pracovat zejména v zahraničí, často se svým dvorním hercem Klausem Maria Brandauerem, s nímž natočil tři historické filmy Mefisto, Plukovník Redl a Hanussen.
Zajímavostí je, že se Szabó objevil jako herec ve filmu Jiřího Menzela Obsluhoval jsem anglického krále.